# Ludvig Oppermann
Ludvig Henrik Ferdinand Oppermann (auch Ludwig Hinrich Ferdinand Oppermann, * 7. September 1817 in Ditlefslyst, Vester Åby, Fünen; † 17. August 1883) war ein dänischer Mathematiker, Aktuar und Philologe.
Sein Vater Johann Carl Vincent Oppermann (1784–1861) war Lehrer und stammte aus Hannover, seine Mutter Johanne Margrethe Oxenbølle war Dänin. Oppermann besuchte die Kathedralsschule in Odense mit dem Abschluss 1834 mit Auszeichnung. Dann war er erst ein halbes Jahr am Polytechnikum und studierte dann Philologie an der Universität Kopenhagen mit dem Examen 1843. Von 1846 bis 1851 unterrichtete er Sprachen an der Kathedralsschule in Aarhus. Er war ab 1852 Lektor für Deutsch an der Universität Kopenhagen, ab 1855 mit Professorentitel. Außerdem war er 1861 bis 1870 Chefmathematiker und Direktor in der dänischen Leibrentenanstalt (Livrenteanstalten), wurde aber bei der Neugründung 1871 nicht übernommen und war dann Berater der Lebensversicherungsanstalt.
Außerdem war er vier Jahre Staatsrevisor und legte auch 1852 das Forstexamen ab, erhielt die angestrebte Stelle in der Forstaufsicht aber nicht, was ihn verbitterte.
Er veröffentlichte auch unter dem Pseudonym En Dilettant in der Tidsskrift for Mathematik. Er war mathematisch begabt, hatte aber die Angewohnheit, nicht die neuesten Methoden zu verwenden, sondern auf klassische Autoren zurückzugehen wie Archimedes, Newton und Gauß, die er über alle anderen stellte und mit deren Werken er sehr vertraut war. Gespräche mit ihm befruchteten die Arbeit anderer dänischer Mathematiker und Mathematikhistoriker (Zeuthen, Heiberg). Er berechnete Sterblichkeitstafeln für Dänemark und entwickelte dafür eine Formel, die Gram veröffentlichte.
Von ihm stammt die Vermutung von Oppermann in der Zahlentheorie. Er veröffentlichte auch zur Numerischen Mathematik (Interpolationsformeln von Newton und Briggs), Statistik und Versicherungsmathematik.
1848 bis 1861 war er mit einer kleinen Unterbrechung Mitglied des Parlaments (Folketing) für die Nationalliberale Partei.
Zu seinen Schülern zählt Jørgen Pedersen Gram. 1875 wurde er Mitglied der Königlich Dänischen Akademie der Wissenschaften.
1847 heiratete er Helga Borghild Alvilde Faber (1820–1905), die Tochter eines Bischofs, mit der er drei Kinder hatte.